# Calciatore dell'anno (Moldavia)
Calciatore moldavo dell'anno (rum. Fotbalistul moldovean al anului) è un premio calcistico assegnato dalla Federazione calcistica della Moldavia al miglior giocatore moldavo dell'anno solare.

## Vincitori
| Anno | Giocatore          | Squadra                               | Ruolo          |
| ---- | ------------------ | ------------------------------------- | -------------- |
| 1992 | Alexandru Spiridon | Zimbru Chișinău                       | Centrocampista |
| 1993 | Alexandru Curtianu | Zimbru Chișinău                       | Centrocampista |
| 1994 | Serghei Cleșcenco  | Zimbru Chișinău                       | Attaccante     |
| 1995 | Ion Testemițanu    | Zimbru Chișinău                       | Difensore      |
| 1996 | Serghei Rogaciov   | Olimpia Bălți                         | Portiere       |
| 1997 | Ion Testemițanu    | Zimbru Chișinău                       | Difensore      |
| 1998 | Alexandru Curtianu | Zenit San Pietroburgo                 | Centrocampista |
| 1999 | Sergiu Epureanu    | Zimbru Chișinău                       | Centrocampista |
| 2000 | Serghei Cleșcenco  | Maccabi Haifa                         | Attaccante     |
| 2001 | Serghei Rogaciov   | Saturn                                | Attaccante     |
| 2002 | Boris Cebotari     | Zimbru Chișinău                       | Centrocampista |
| 2003 | Serghei Covalciuc  | Karpaty Lviv                          | Centrocampista |
| 2004 | Serghei Covalciuc  | Karpaty Lviv                          | Centrocampista |
| 2005 | Serghei Covalciuc  | Spartak Mosca                         | Centrocampista |
| 2006 | Radu Rebeja        | FK Mosca                              | Centrocampista |
| 2007 | Alexandru Epureanu | FK Mosca                              | Centrocampista |
| 2008 | Vitalie Bordian    | Metalist Charkiv                      | Difensore      |
| 2009 | Alexandru Epureanu | Dinamo Mosca                          | Centrocampista |
| 2010 | Alexandru Epureanu | Dinamo Mosca                          | Centrocampista |
| 2011 | Alexandru Suvorov  | KS Cracovia                           | Centrocampista |
| 2012 | Alexandru Epureanu | Dinamo Mosca / Kryl'ja Sovetov Samara | Centrocampista |
| 2013 | Alexandru Gațcan   | Rostov                                | Centrocampista |
| 2014 | Artur Ioniță       | Verona                                | Centrocampista |
| 2015 | Alexandru Gațcan   | Rostov                                | Centrocampista |
| 2016 | Alexandru Gațcan   | Rostov                                | Centrocampista |
| 2017 | Alexandru Gațcan   | Rostov                                | Centrocampista |
| 2018 | Alexandru Epureanu | İstanbul Başakşehir                   | Difensore      |
| 2019 | Artur Ioniță       | Cagliari                              | Centrocampista |
| 2020 | Oleg Reabciuk      | Paços Ferreira                        | Difensore      |
| 2021 | Oleg Reabciuk      | Olympiacos                            | Difensore      |
| 2022 | Oleg Reabciuk      | Olympiacos                            | Difensore      |
| 2023 | Ion Nicolaescu     | Heerenveen                            | Attaccante     |

### Classifiche complete
| Stagione | Vincitore          | Secondo            | Terzo             |
| -------- | ------------------ | ------------------ | ----------------- |
| 1992     | Alexandru Spiridon |                    |                   |
| 1993     | Alexandru Curtianu |                    |                   |
| 1994     | Serghei Cleșcenco  |                    |                   |
| 1995     | Ion Testemițanu    |                    |                   |
| 1996     | Serghei Rogaciov   |                    |                   |
| 1997     | Ion Testemițanu    |                    |                   |
| 1998     | Alexandru Curtianu |                    |                   |
| 1999     | Sergiu Epureanu    |                    |                   |
| 2000     | Serghei Cleșcenco  |                    |                   |
| 2001     | Serghei Rogaciov   | Serghei Cleșcenco  | Radu Rebeja       |
| 2002     | Boris Cebotari     |                    |                   |
| 2003     | Serghei Covalciuc  |                    |                   |
| 2004     | Serghei Covalciuc  | Radu Rebeja        | Sergiu Dadu       |
| 2005     | Serghei Covalciuc  | Radu Rebeja        | Serghei Rogaciov  |
| 2006     | Radu Rebeja        |                    |                   |
| 2007     | Alexandru Epureanu | Radu Rebeja        | Viorel Frunză     |
| 2008     | Vitalie Bordian    | Alexandru Epureanu | Stanislav Ivanov  |
| 2009     | Alexandru Epureanu | Alexandru Gațcan   | Sergiu Dadu       |
| 2010     | Alexandru Epureanu | Alexandru Suvorov  | Vitalie Bordian   |
| 2011     | Alexandru Suvorov  | Alexandru Gațcan   | Igor Armaș        |
| 2012     | Alexandru Epureanu | Igor Armaș         | Alexandru Gațcan  |
| 2013     | Alexandru Gațcan   | Alexandru Epureanu | Artur Ioniță      |
| 2014     | Artur Ioniță       | Alexandru Epureanu | Ilie Cebanu       |
| 2015     | Alexandru Gațcan   | Igor Armaș         | Artur Ioniță      |
| 2016     | Alexandru Gațcan   |                    |                   |
| 2017     | Alexandru Gațcan   |                    |                   |
| 2018     | Alexandru Epureanu | Alexandru Gațcan   | Artur Ioniță      |
| 2019     | Artur Ioniță       | Veaceslav Posmac   | Cătălin Carp      |
| 2020     | Oleg Reabciuk      | Alexandru Epureanu | Artur Ioniță      |
| 2021     | Oleg Reabciuk      | Artur Ioniță       | Vadim Rață        |
| 2022     | Oleg Reabciuk      |                    |                   |
| 2023     | Ion Nicolaescu     | Vadim Rață         | Vladislav Baboglo |

### Plurivincitori
| Pos. | Nome               | Vittorie | Anni                         |
| ---- | ------------------ | -------- | ---------------------------- |
| 1    | Alexandru Epureanu | 5        | 2007, 2009, 2010, 2012, 2018 |
| 1    | Alexandru Gațcan   | 4        | 2013, 2015, 2016, 2017       |
| 3    | Serghei Covalciuc  | 3        | 2003, 2004, 2005             |
| 4    | Serghei Cleșcenco  | 2        | 1994, 2000                   |
| 4    | Alexandru Curtianu | 2        | 1993, 1998                   |
| 4    | Artur Ioniță       | 2        | 2014, 2019                   |
| 4    | Oleg Reabciuk      | 2        | 2020, 2021                   |
| 4    | Serghei Rogaciov   | 2        | 2001, 1996                   |
| 4    | Ion Testemițanu    | 2        | 1995, 1997                   |
| 8    | Vitalie Bordian    | 1        | 2008                         |
| 8    | Boris Cebotari     | 1        | 2002                         |
| 8    | Sergiu Epureanu    | 1        | 1999                         |
| 8    | Radu Rebeja        | 1        | 2006                         |
| 8    | Alexandru Spiridon | 1        | 1992                         |
| 8    | Alexandru Suvorov  | 1        | 2011                         |
| 8    | Ion Nicolaescu     | 1        | 2023                         |

### Vittorie per squadra
| Pos. | Squadra                | Vittorie | Anni                               |
| ---- | ---------------------- | -------- | ---------------------------------- |
| 1    | Zimbru Chișinău        | 6        | 1993, 1994, 1995, 1997, 1999, 2002 |
| 2    | Rostov                 | 4        | 2013, 2015, 2016, 2017             |
| 3    | FK Mosca               | 3        | 2006, 2007, 2009                   |
| 4    | Karpaty                | 2        | 2003, 2004                         |
| 4    | Spartak Mosca          | 2        | 2004, 2005                         |
| 4    | Dinamo Mosca           | 2        | 2010, 2012                         |
| 7    | Olimpia Bălți          | 1        | 1996                               |
| 7    | Zenit San Pietroburgo  | 1        | 1998                               |
| 7    | Maccabi Haifa          | 1        | 2000                               |
| 7    | Saturn                 | 1        | 2001                               |
| 7    | Metalist               | 1        | 2008                               |
| 7    | KS Cracovia            | 1        | 2011                               |
| 7    | Kryl'ja Sovetov Samara | 1        | 2012                               |
| 7    | Verona                 | 1        | 2014                               |
| 7    | İstanbul Başakşehir    | 1        | 2018                               |
| 7    | Cagliari               | 1        | 2019                               |
| 7    | Paços Ferreira         | 1        | 2020                               |
| 7    | Olympiacos             | 1        | 2021                               |

### Vittorie per ruolo
| Pos. | Ruolo          | Vittorie |
| ---- | -------------- | -------- |
| 1.   | Centrocampista | 12       |
| 2.   | Difensore      | 10       |
| 3.   | Attaccante     | 5        |
| 4.   | Portiere       | 0        |

## Allenatore moldavo dell'anno
| Stagione | Vincitore                              | Secondo                                    | Terzo                                        |
| -------- | -------------------------------------- | ------------------------------------------ | -------------------------------------------- |
| 2001     | Alexandru Spiridon (Moldavia U-21)     |                                            |                                              |
| 2004     | Alexandr Mațiura (Nistru Otaci)        |                                            |                                              |
| 2005     | Boris Tropaneț (Moldavia U-21)         |                                            |                                              |
| 2006     | Emil Caras (Dacia Chișinău)            |                                            |                                              |
| 2007     | Igor Dobrovolski (Moldavia)            | Emil Caras (Dacia Chișinău)                | Leonid Kuchuk (Sheriff Tiraspol)             |
| 2008     | Vlad Goian (Iskra-Stal, Moldavia U-19) | Ion Caras (Zimbru Chișinău)                | Leonid Kuchuk (Sheriff Tiraspol)             |
| 2009     | Leonid Kuchuk (Sheriff Tiraspol)       | Vlad Goian (Iskra-Stal, Moldavia U-19)     | Igor Dobrovolski (Moldavia)                  |
| 2010     | Vlad Goian (Iskra-Stal)                | Andrei Sosnitskiy (Sheriff Tiraspol)       | Nicolae Bunea (Zarea Bălți)                  |
| 2011     | Igor Dobrovolski (Dacia Chișinău)      | Vitaly Rashkevich (Sheriff Tiraspol)       | Gabi Balint (Moldavia) Vlad Goian (Tiraspol) |
| 2012     | Vlad Goian (Tiraspol)                  | Igor Dobrovolski (Dacia Chișinău)          | Alexandru Curtianu (Moldova)                 |
| 2013     | Ion Caras (Moldavia)                   | Lilian Popescu (FC Costuleni)              | Alexandru Curtianu (Moldova U-19)            |
| 2014     | Lilian Popescu (Veris Chișinău)        | Alexandru Curtianu (Moldavia)              | Oleg Kubarev (Zimbru Chișinău)               |
| 2015     | Iurie Osipenco (Milsami Orhei)         | Ștefan Stoica (Moldavia & Zimbru Chișinău) | Lilian Popescu (Sheriff Tiraspol)            |

## Altri premi
2001
- Miglior portiere
  - Denis Romanenco (Zimbru Chişinău)
- Miglior difensore
  - Valeriu Catînsus (Zimbru Chişinău)
- Miglior centrocampista 
  - Sergiu Epureanu (Zimbru Chişinău)
- Miglior attaccante
  - Ruslan Barburoș (Sheriff)
- Fair play
  - Tiligul Tiraspol

2004
- Miglior portiere
  - Sebastian Huțan (Sheriff)
- Miglior difensore 
  - Serghei Laşcencov (Nistru)
- Miglior centrocampista
  - Iulian Bursuc (Nistru)
- Miglior attaccante
  -  Răzvan Cociș (Sheriff)
- Migliore giocatrice
  - Olga Tanscaia
- Miglior giocatore di futsal
  - Serghei Tacot
- Fair Play
  - Sheriff
- Miglior arbitro
  - Valerii Sorochin

2005
- Miglior portiere
  - Serghei Pașcenco (Sheriff)
- Miglior difensore
  - Alexandru Epureanu (Sheriff)
- Miglior centrocampista
  - Maxim Franţuz (Zimbru Chişinău)
- Miglior attaccante
- Răzvan Cociș (Sheriff)

2007
- Miglior portiere
  - Nicolae Calancea (Zimbru Chişinău)
- Miglior difensore
  - Vazha Tarkhnishvili (Sheriff)
- Miglior centrocampista
  - Nicolae Josan (Iskra-Stali)
- Miglior attaccante
  - Igor Picușceac (Tiraspol)
- Squadra dell'anno
  - FC Dacia Chişinău
- Fair Play
  - Sheriff
- Miglior arbitro
  - Vyacheslav Banar